# Бокс на літніх Олімпійських іграх 1928
Змагання з боксу на ІХ літніх Олімпійських іграх 1928 в Амстердамі (Нідерланди) проходили з 7 по 11 серпня. Були розіграні 8 комплектів нагород. В турнірі взяли участь 144 боксери з 29 країн світу.
Наймолодшим учасником боксерського турніру був голландець Бен Бріл (16 років 23 дні), найстарішим — Александер Калетчиць зі США (30 років 158 днів).

## Медалі

### Загальний залік
| Загальна кількість медалей |                                 |        |        |        |        |
| Місце                      | Країна                          | Золото | Срібло | Бронза | Всього |
| 1                          | Італія                          | 3      | 0      | 1      | 4      |
| 2                          | Аргентина                       | 2      | 2      | 0      | 4      |
| 3                          | Нідерланди                      | 1      | 0      | 1      | 2      |
| 4                          | Нова Зеландія                   | 1      | 0      | 0      | 1      |
| 4                          | Угорщина                        | 1      | 0      | 0      | 1      |
| 6                          | США                             | 0      | 2      | 1      | 3      |
| 7                          | Швеція                          | 0      | 1      | 1      | 2      |
| 8                          | Німеччина                       | 0      | 1      | 0      | 1      |
| 8                          | Франція                         | 0      | 1      | 0      | 1      |
| 8                          | Чехословаччина                  | 0      | 1      | 0      | 1      |
| 11                         | Бельгія                         | 0      | 0      | 1      | 1      |
| 11                         | Данія                           | 0      | 0      | 1      | 1      |
| 11                         | Канада                          | 0      | 0      | 1      | 1      |
| 11                         | Південно-Африканська Республіка | 0      | 0      | 1      | 1      |

### Медалісти
| Вагова категорія               | Золото                      | Срібло                     | Бронза                  |
| ------------------------------ | --------------------------- | -------------------------- | ----------------------- |
| Найлегша вага (до 50,8 кг)     | Угорщина Анталь Кончиш      | Франція Арман Апелль       | Італія Карло Каванйолі  |
| Найлегша вага (до 50,8 кг)     | Угорщина Анталь Кончиш      | Франція Арман Апелль       |                         |
| Легша вага (до 53,5 кг)        | Італія Вітторіо Таманьїні   | США Джон Дейлі             | ПАР Гаррі Айзекс        |
| Легша вага (до 53,5 кг)        | Італія Вітторіо Таманьїні   | США Джон Дейлі             |                         |
| Напівлегка вага (до 57,2 кг)   | Нідерланди Беп ван Клаверен | Аргентина Віктор Перальта  | США Гаррі Девайн        |
| Напівлегка вага (до 57,2 кг)   | Нідерланди Беп ван Клаверен | Аргентина Віктор Перальта  |                         |
| Легка вага (до 61,2 кг)        | Італія Карло Орланді        | США Стів Галайко           | Швеція Ґуннар Берґгрен  |
| Легка вага (до 61,2 кг)        | Італія Карло Орланді        | США Стів Галайко           |                         |
| Напівсередня вага (до 66,7 кг) | Нова Зеландія Тед Морган    | Аргентина Рауль Ландіні    | Канада Рей Смайлі       |
| Напівсередня вага (до 66,7 кг) | Нова Зеландія Тед Морган    | Аргентина Рауль Ландіні    |                         |
| Середня вага (до 72,6 кг)      | Італія П'єро Тоскані        | Чехословаччина Ян Германек | Бельгія Леонард Стейярт |
| Середня вага (до 72,6 кг)      | Італія П'єро Тоскані        | Чехословаччина Ян Германек |                         |
| Напівважка вага (до 79,4 кг)   | Аргентина Віктор Аведаньо   | Німеччина Ернст Пістулла   | Нідерланди Карел Мілйон |
| Напівважка вага (до 79,4 кг)   | Аргентина Віктор Аведаньо   | Німеччина Ернст Пістулла   |                         |
| Важка вага (понад 79,4 кг)     | Аргентина Артуро Родрігес   | Швеція Нільс Рамм          | Данія Якоб Міхаельсен   |
| Важка вага (понад 79,4 кг)     | Аргентина Артуро Родрігес   | Швеція Нільс Рамм          |                         |